# Pothatturpettai
Pothatturpettai es una ciudad y nagar Panchayat situada en el distrito de Tiruvallur en el estado de Tamil Nadu (India). Su población es de 22040 habitantes (2011).

## Demografía
Según el censo de 2011 la población de Pothatturpettai era de 22040 habitantes, de los cuales 11162 eran hombres y 10878 eran mujeres. Pothatturpettai tiene una tasa media de alfabetización del 75,04%, inferior a la media estatal del 80,09%: la alfabetización masculina es del 86,20%, y la alfabetización femenina del 63,68%.